# Special (Garbage)
Special è il terzo singolo dei Garbage del secondo album Version 2.0. È uscito nel settembre 1998 in Europa.

## Distribuzione
Il video di Special è stato realizzato da Dawn Shadforth e presentato per la prima volta nell'ottobre 1998.

## Tracce
- UK musicassetta Mushroom MUSH39MCS
- Europa CD singolo BMG 74321 60488 2

1. "Special" - 3:44
2. "13 × Forever" - 3:55

- UK CD1 Mushroom MUSH39CDS

1. "Special" - 3:44
2. "13 × Forever" - 3:55
3. "Special - Brothers in Rhythm mix" - 7:24

- UK CD2 Mushroom MUSH39CDSX

1. "Special" - 3:44
2. "Medication - Acoustic Version" - 4:13
3. "Push It - Victor Calderone mix" - 7:18

- UK 3" CD Mushroom MUSH39CDSXXX
- Europa CD maxi BMG 74321 60487 2

1. "Special" - 3:44
2. "13 × Forever" - 3:55
3. "Medication - Acoustic Version" - 4:13
4. "Special - Brothers in Rhythm mix" - 7:24

- Australia CD maxi Festival MUSH01827.2

1. "Special" - 3:44
2. "13 × Forever" - 3:55
3. "Medication - Acoustic Version" - 4:13
4. "Special - Brothers in Rhythm mix" - 7:24
5. "Push It - Victor Calderone mix" - 7:18

## Classifiche
| Classifica (1998/99)      | Posizione massima |
| ------------------------- | ----------------- |
| Australia                 | 54                |
| Canada                    | 42                |
| Regno Unito               | 15                |
| Stati Uniti               | 52                |
| Stati Uniti (adult pop)   | 16                |
| Stati Uniti (alternative) | 11                |
| Stati Uniti (dance club)  | 10                |
| Stati Uniti (pop)         | 18                |

## Date di pubblicazione
| Data rilascio     | Paese       | Casa discografica   | Formato                     |
| ----------------- | ----------- | ------------------- | --------------------------- |
| 21 settembre 1998 | Regno Unito | Mushroom Records UK | Airplay                     |
| 5 ottobre 1998    | Regno Unito | Mushroom Records UK | Musicassetta, CD single     |
| 5 ottobre 1998    | Europa      | BMG                 | CD maxi, CD single          |
| 12 ottobre 1998   | Regno Unito | Mushroom Records UK | 3" CD                       |
| 12 ottobre 1998   | Stati Uniti | Almo Sounds         | Airplay: Modern Rock Tracks |
| 28 ottobre 1998   | Australia   | White Records       | CD maxi                     |
| 25 gennaio 1999   | Stati Uniti | Almo Sounds         | Contemporary hit radio      |